# Susan Lalic
Susan Lalic, nata Susan Walker (Chatham, 28 ottobre 1965), è una scacchista britannica.
Ha ottenuto il titolo di Grande Maestro Femminile nel 1985 e di Maestro Internazionale nel 1996. 

## Principali risultati
Cinque volte vincitrice del campionato britannico femminile (1986, 1990, 1991, 1992 e 1998).
Con la nazionale inglese femminile ha partecipato a 9 edizioni delle olimpiadi degli scacchi dal 1984 al 2000 (6 volte in 1ª scacchiera), ottenendo complessivamente il 59,5% dei punti.
Nel 1987 ha vinto a Londra il 5º Campionato del Commonwealth femminile.
È stata sposata con il GM Keith Arkell dal 1986 al 1993 e con il GM Bogdan Lalić dal 1994 al 2000. Dal 2001 è sposata con il Maestro internazionale Graeme Buckley.